# Okręg wyborczy Norwich North
Okręg wyborczy Norwich North powstał w 1950 r. wskutek podziału dwumandatowego okręgu Norwich na Norwich South i Norwich North. Okręg wysyła do brytyjskiej Izby Gmin jednego deputowanego. Obejmuje północną część miasta Norwich w hrabstwie Norfolk.

## Deputowani z okręgu Norwich North
| Wybory      | Deputowany       | Partia               |
| ----------- | ---------------- | -------------------- |
| 1950        | John Patton      | Partia Pracy         |
| 1964        | George Wallace   | Partia Pracy         |
| 1974 (luty) | David Ennals     | Partia Pracy         |
| 1983        | Patrick Thompson | Partia Konserwatywna |
| 1997        | Ian Gibson       | Partia Pracy         |
| 2009        | Chloe Smith      | Partia Konserwatywna |